# Norah O’Donnel
Norah Morahan O'Donnell (Washington, D.C., 23 de janeiro de 1974) é uma jornalista estadunidense e âncora do CBS Evening News.